# 593
- O Papa Gregório I publica a doutrina do Purgatório no catolicismo.

593 (DXCIII na numeração romana) foi um ano comum do século VI, do Calendário Juliano, da Era de Cristo, teve início e fim em uma quinta-feira, com a letra dominical D.
| ano completo                        |
| ----------------------------------- |
| Ano comum com início à quinta-feira |

## Nascimentos
- Jomei, 34º imperador do Japão.